# Hesperia (Californië)
Hesperia is een plaats (city) in de Amerikaanse staat Californië, en valt bestuurlijk gezien onder San Bernardino County.

## Demografie
Bij de volkstelling in 2000 werd het aantal inwoners vastgesteld op 62.582.
In 2006 is het aantal inwoners door het United States Census Bureau geschat op 83.351, een stijging van 20769 (33.2%).

## Geografie
Volgens het United States Census Bureau beslaat de plaats een oppervlakte van
174,6 km², waarvan 174,4 km² land en 0,2 km² water. Hesperia ligt op ongeveer 971 m boven zeeniveau.

## Plaatsen in de nabije omgeving
De onderstaande figuur toont nabijgelegen plaatsen in een straal van 24 km rond Hesperia.